# Agrotis cuspidata
Agrotis cuspidata là một loài bướm đêm trong họ Noctuidae.